# Hemma (musikalbum)
Hemma var Pierre Isacssons tredje soloalbum och utgavs 1976. Albumet producerades av Leif Carlquist och gavs ut av Polydor.

## Låtlista
1. Var inte rädd, jag är hos dig (Pierre Isacsson)
2. Gungande (Pierre Isacsson)
3. Till vår melodi (Pierre Isacsson)
4. Victoria (Pierre Isacsson)
5. Ha, ha, du kan inte ta mej (Pierre Isacsson)
6. Dags att gå, tack för mig (Pierre Isacsson)
7. Elefant-sången (The elephant song) (Hans van Hemert, Gregor Frenkel Frank, Roger Woddis)
8. Jag har ett ljus (Thomas Voigt, Pierre Isacsson)
9. Min jord (Bravo, Monsieur le Monde) (Pierre Delanoe, Michel Fugain, Kajenn)
10. Rosie (Rollin') (Randy Newmann, Bosse "Blomman" Blombergh)
11. Vägens vänner (Convoy) (C.W. McCall, Bill Fries, Chip Davis, Börje Carlsson)